# Diotimo (stratego)
Diotimo (fl. V secolo a.C.) è stato un ammiraglio ateniese.

## Biografia
Diotimo, figlio dello stratego Strombichos, fu stratego ateniese nel 433/432 a.C., quando comandò con Protea una flotta di 10 treiremi in aiuto di Corcira contro i Corinzi. 
Secondo lo storico Timeo, Diotimo fece un viaggio in nave a Napoli e, dopo aver sacrificato a Partenope, istituì in suo onore delle gare di corsa con le torce, come gli era stato comandato da un oracolo. La stessa notizia viene ricordata in alcuni versi dell'Alessandra di Licofrone, mentre Tzetzes aggiunge che la visita a Napoli avvenne mentre era stratego, durante la guerra con i Siculi. La data di questo evento non è nota: probabilmente è da collocare prima della strategia del 433, verso la fine degli anni quaranta o all'inizio degli anni trenta del V secolo a.C.. Ad inizio anni trenta è probabilmente da collocare anche una sua ambasciata a Susa.